# Велика П'ятигірка
Вели́ка П'ятигі́рка (П'ятигірка) — село в Україні, у Райгородоцькій сільській територіальній громаді Бердичівського району Житомирської області. Чисельність населення становить 737 осіб (2021). У 1923—2018 роках — адміністративний центр колишньої однойменної сільської ради.

## Загальна інформація
Село розташоване за 7 км південно-західніше районного центру, м. Бердичів, та за 12 км від залізничної станції Бердичів.

## Населення
В середині 19 століття нараховувалося 754 мешканці, з них 453 православні, римокатолики — 150, розкольників — 101, євреїв — 50. Наприкінці 19 століття кількість населення становила 880 осіб, з них чоловіків — 432 та 448 жінок, дворів — 115.
Відповідно до результатів перепису населення Російської імперії 1897 року, загальна кількість мешканців села становила 1 000 осіб, з них: православних — 835, римокатоликів — 136, чоловіків — 515, жінок — 485.
Відповідно до перепису населення СРСР 17 грудня 1926 року, чисельність населення становила 1 545 осіб, з них 783 чоловіків та 762 жінки; етнічний склад: українців — 1 427, євреїв — 7, поляків — 111. Кількість домогосподарств — 333, з них несільського типу — 11.
Станом на 1972 рік кількість населення становила 1 298 осіб, дворів — 459.
Відповідно до результатів перепису населення СРСР, кількість населення, станом на 12 січня 1989 року, становила 928 осіб. Станом на 5 грудня 2001 року, відповідно до перепису населення України, кількість мешканців села становила 865 осіб.

### Мова
Розподіл населення за рідною мовою за даними перепису 2001 року:
| Мова       | Відсоток |
| ---------- | -------- |
| українська | 98,73 %  |
| російська  | 1,16 %   |
| білоруська | 0,12 %   |

## Історія
На околиці села виявлено залишки поселення черняхівської культури. Засноване у 14 столітті.
У 1739 році, внаслідок поділу білопільських маєтків між Тишкевичами, кашперівським ключем, до якого, між іншими селами, належала П'ятигірка, заволодів берестейський підстолій Теодор Тишкевич. У 1743 році село розділили між собою брати Павел, Антоній та Францішек Зволінські. Згадується в люстрації Київського воєводства 1754 року, як село П'ятигірка, що належало Зволінським. Сплачувало 9 злотих і 11 грошів до замку та 37 злотих і 16 грошів до скарбу.
В другій половині 19 століття — село Бердичівського повіту Київської губернії, за 8 верст західніше Бердичева, поблизу поштової дороги до Житомира, біля витоку безіменного струмка, що впадає до Гнилоп'яті. Землевласники — Болеслав Домбський, Миколай Зволінський, Терлецький (спадщина по М. Зволінському), Іван Куницький — сукупно володіли 1 687 десятинами земель. В селі була церква, час будівництва невідомий. Церкві належало 60 десятин землі. До парафії належало с. Жидівці, за 2 версти.
Наприкінці 19 століття — власницьке село Бистрицької волості Бердичівського повіту Київської губернії. Відстань до повітового центру, м. Бердичів, де розміщувалися також найближча поштово-телеграфна та поштова земська станції — 7 верст, до найближчої залізничної станції Бердичів — 8 верст. Основним заняттям мешканців було рільництво, окремі селяни підробляли на залізниці та прислужували у місті. Землі — 2 120 десятин, з них поміщикам належало 1 353 десятини, селянам — 516 десятин та 216 десятин — іншим прошаркам. Село належало спадкоємцям Б. Мобранець-Домбського, А. Терлецькому, Є. Сабієвій та О. Куницькому. Господарювали в маєтках перших трьох власників орендатори, Куницький вів справи самостійно. Поміщики й селяни застосовували трипільну сівозміну. В селі були церква, каплиця, церковно-парафіяльна школа, два вітряки (власність Терлецького), кожний з яких перемелював 250 пудів за добу. Пожежна частина складалася з 3 бочок та 4 багрів.
У 1923 році увійшло до складу новоствореної Великоп'ятигірської сільської ради, яка, 7 березня 1923 року, включена до складу новоутвореного Бердичівського (згодом — Махнівський) району Бердичівської округи, адміністративний центр ради. 17 червня 1925 року, відповідно до постанови ВУЦВК та РНК УСРР «Про адміністраційно-територіяльне переконструювання Бердичівської й суміжних з нею округ Київщини, Волині й Поділля», село, в складі сільської ради, передане до нового Бердичівського району Бердичівської округи. Відстань до районного центру, м. Бердичів — 7 верст, до окружного центру в Бердичеві — 8 верст, до найближчої залізничної станції Бердичів — 10 верст.
15 вересня 1930 року, відповідно до постанови ВУЦВК та РНК УСРР «Про ліквідацію округ та перехід на двоступеневу систему управління», внаслідок ліквідації Бердичівського району, село, в складі сільської ради, включене до приміської смуги Бердичівської міської ради. 28 червня 1939 року, відповідно до указу Президії Верховної ради Української РСР, Великоп'ятигірську сільську раду включено до складу відновленого Бердичівського сільського району Житомирської області.
На фронтах німецько-радянської війни воювали 450 селян, з них 147 загинули, 380 нагороджені орденами і медалями. У 1965 році на їх честь у селі споруджено пам'ятник.
В радянські часи в селі розміщувалася центральна садиба колгоспу «Маяк», який обробляв 2 951 га угідь, з них 2 450 га — рілля. Господарство спеціалізувалося на виробництві м'ясо-молочної продукції, діяв цегельний завод, соковий цех, цех пластмасових виробів. У селі були восьмирічна школа, будинок культури, дві бібліотеки, медпункт, дитячі ясла. 140 колгоспників нагороджено орденами й медалями СРСР, з них орденом Леніна — доярку С. А. Вахнюк, орденом Трудового Червоного Прапора — доярку Л. О. Огороднійчук. Доярці О. Т. Михалюк у 1971 році присвоєно звання Героя Соціалістичної Праці.
20 серпня 2018 року увійшло до складу новоствореної Райгородоцької сільської територіальної громади Бердичівського району Житомирської області.

## Відомі люди
- Михайлюк Володимир Якович (1921—1994) — український графік.